# In the Wee Small Hours
| 전문가 평가                   | 전문가 평가 |
| 평가 점수                     | 평가 점수   |
| 출처                          | 점수        |
| ----------------------------- | ----------- |
| AllMusic                      | [ 1 ]       |
| Rolling Stone                 | [ 2 ]       |
| Encyclopedia of Popular Music | [ 3 ]       |

《In the Wee Small Hours》는 미국의 가수 프랭크 시나트라의 아홉 번째 스튜디오 음반이다. 이 음반은 1955년 4월에 캐피틀 레코드에 의해 발매되었고 넬슨 리들에 의해 편곡된 보일 길모어가 프로듀싱을 맡았다. 이 음반의 모든 곡들은 외로움, 자기성찰, 잃어버린 사랑, 실패한 관계, 우울증, 그리고 밤 생활과 같은 주제들을 다루고 있다. 커버 아트는 이러한 주제들을 반영하고 있는데, 푸른 빛이 감도는 밤의 섬뜩하고 인적이 드문 거리에서 시나트라를 묘사하고 있다. 《In the Wee Small Hours》는 최초의 콘셉트 음반 중 하나로 불려왔다.
시나트라는 1946년부터 그의 첫 음반인 《The Voice of Frank Sinatra》와 함께 일관된 주제를 가진 음반의 아이디어를 발전시켜왔다. 그는 《Songs for Swingin' Lovers!》, 《No One Cares》, 《Frank Sinatra Sings for Only the Lonely》와 같은 이후 음반들과 함께 "콘셉트" 음반을 성공적으로 발매할 것이다.
《In the Wee Small Hours》에서는 두 장의 10인치 LP 디스크와 한 장의 12인치 레코드 LP로 발행되어 팝 분야 최초의 음반 중 하나가 되었다. 또한 4곡 45rpm EP 디스크로 출시되었으며, 45rpm 싱글과 같은 종이 커버가 아닌 LP와 동일한 커버로 판매되었다.
이 음반은 《빌보드》 음반 차트에서 18주 동안 2위에 오르며 상업적으로 성공을 거두었고 1947년 《Songs by Sinatra》 이후 시나트라의 최고 차트 음반이 되었다. 이 음반의 성공은 대중 음악에서 12인치 LP의 생존 가능성을 대중화하는 데 도움을 주었고, 10인치 포맷은 1950년대 말까지 구식으로 변했다. 1970년에 《What Is This Things Called Love?》라는 이름으로 10곡의 음반으로 재발매되었다.
2003년 《롤링 스톤》은 이 음반을 역사상 가장 위대한 음반 500장 목록에서 100위에 올려놓았고, 2012년 개정판에서는 101위로, 2020년 업데이트에서는 282위로 내려놓았다.

## 배경
1950년대 초까지, 그 가수는 그의 경력의 쇠퇴를 보았고, 그의 십대 "보비 삭서" 관객들은 그가 30대 후반에 접어들면서 그에게 흥미를 잃었다. 1951년, 한 저자에 따르면, 그는 자살을 시도하기까지 했다. 그 해 말, 《프랭크 시나트라 쇼》의 두 번째 시즌이 CBS에서 방영되었지만, 진행자가 이전의 에너지를 잃으면서, 첫 번째 시즌과 같은 긍정적인 반응을 얻지 못했다. 나중에, 시나트라는 컬럼비아 레코드에서 내려왔다.

## 커버 아트
커버 아트는 음악의 분위기를 잡도록 디자인되었다. 커버는 푸른 빛이 감도는 섬뜩하고 인적이 드문 거리의 시나트라를 보여주는데, 이것은 자기성찰, 잃어버린 사랑, 실패한 관계, 우울증, 그리고 밤 생활이라는 음반의 주제를 반영한다. "Wee Small Hours"의 외로움이 이 음반의 주제이기 때문에 시나트라가 단독으로 묘사되었다는 것은 의미심장하다. 시나트라의 스냅브림 모자는 흔들리는 각도에서라기보다는 뒤로 밀리면서 체념과 개방을 암시한다. 그 삽화는 누아르 영화나 하드보일드 소설 표지를 연상시킨다.

## 테마
상실과 사랑의 씁쓸한 상실의 관계에 대한 주제들이 음반에 가득하다. 그러나 마지막 어조는 절망의 것이 아니라 카타르시스의 성찰로 가능한 희망과 생존의 것이다. 경험이 있는 사람이 친절하게 조언한 것처럼, 조나단 슈워츠는 이 음반이 "지나치게 감성"을 자제하고 대신 위엄 있게 자료를 제공한다고 믿는다. 시나트라의 다음 음반인 《Songs for Swingin' Lovers》는 "여성을 다시 즐길 수 있는 자유"를 묘사함으로써 이 약속을 따르는 것 같다. 이 두 음반은 1950년대 중반 시나트라의 "가슴 아픈/쾌락적인 이중성"을 잘 보여준다.

## 곡 목록
| #  | 제목                                      | 작사·작곡                           | 재생 시간 |
| -- | ----------------------------------------- | ----------------------------------- | --------- |
| 1. | 〈In the Wee Small Hours of the Morning〉 | 밥 힐리어드, 데이비드 만            | 3:00      |
| 2. | 〈Mood Indigo〉                           | 바니 비가드, 듀크 엘링턴, 어빙 밀스 | 3:30      |
| 3. | 〈Glad to Be Unhappy〉                    | 리처드 로저스, 로렌츠 하트          | 2:35      |
| 4. | 〈I Get Along Without You Very Well〉     | 호기 카마이클                       | 3:42      |
| 5. | 〈Deep in a Dream〉                       | 에디 드렌지, 지미 반 휴센           | 2:49      |
| 6. | 〈I See Your Face Before Me〉             | 하워드 디츠, 아서 슈워츠            | 3:44      |
| 7. | 〈Can't We Be Friends?〉                  | 제임스 워버그, 케이 스위프트        | 2:48      |
| 8. | 〈When Your Lover Has Gone〉              | 에이너 아론 스완                    | 3:10      |

| #   | 제목                                | 작사·작곡                                         | 재생 시간 |
| --- | ----------------------------------- | ------------------------------------------------- | --------- |
| 9.  | 〈What Is This Thing Called Love?〉 | 콜 포터                                           | 2:35      |
| 10. | 〈Last Night When We Were Young〉   | 해럴드 알렌, 이프 하부르크                        | 3:17      |
| 11. | 〈I'll Be Around〉                  | 알렉 와일더                                       | 2:59      |
| 12. | 〈Ill Wind〉                        | 알렌, 테드 쾰러                                   | 3:46      |
| 13. | 〈It Never Entered My Mind〉        | 로저스, 하트                                      | 2:42      |
| 14. | 〈Dancing on the Ceiling〉          | 로저스, 하트                                      | 2:57      |
| 15. | 〈I'll Never Be the Same〉          | 거스 칸, 매티 말넥, 프랭크 시뇨렐리               | 3:05      |
| 16. | 〈This Love of Mine〉               | 솔 파커, 헨리 W. 사니콜라 주니어, 프랭크 시나트라 | 3:33      |

| #   | 제목                            | 작사·작곡                | 재생 시간 |
| --- | ------------------------------- | ------------------------ | --------- |
| 17. | 〈Three Coins in the Fountain〉 | 줄 스타인, 새미 칸       | 3:08      |
| 18. | 〈Young at Heart〉              | 조니 리처즈, 캐롤린 레이 | 2:55      |